# Anders Sundblad
Anders Sundblad, född 1701 i Askersund, Örebro län, död där 25 augusti 1752, var en svensk borgmästare, riksdagsman och rådman. Han tillades häradshövdings titel.
Sundblad var son till handlanden och borgmästaren Anders Abrahamsson. Han deltog liksom sin far i riksdagarna 1720 och 1742–1743 som stadens ombud i riksdagens borgarstånd. Sundblad var borgmästare i Askersunds stad 1743–1751, från vilket han erhöll avsked på egen begäran.
Vidare var Sundblad Askersunds rikaste borgare, liksom far till riksdagsmannen Johan Sundblad. Knut Sundblad var en ättling till honom.